# International Air Transport Association
International Air Transport Association (IATA) är en internationell branschorganisation för flygbolag. Syftet är att främja en säker, tillförlitlig och kostnadseffektiv flygtrafik. IATA tar fram gemensamma regler och globala kommersiella standarder för flygbranschen.
En föregångare till IATA, International Air Traffic Association, bildades i Haag år 1919. Den nuvarande organisationen grundades i Havanna, Kuba, i april 1945. Huvudkontoret ligger i Montréal, Kanada, i samma stad som den mellanstatliga organisationen ICAO.
När IATA bildades hade organisationen 57 medlemsbolag från 31 länder, främst i Europa och Nordamerika. År 2024 har IATA cirka 320 medlemmar i över 120 länder. Det motsvarar ungefär 83 procent av världens reguljära flygtrafik.
Bland IATA:s mest kända standarder finns:
- de treställiga flygplatskoderna (till exempel ARN för Stockholm-Arlanda)
- de tvåställiga flygbolagskoderna (till exempel SK för Scandinavian Airlines)